# Conselho de Igrejas de Lahore
O Conselho de Igrejas de Lahoreo foi uma denominações presbiteriana, reformada no Paquistão. Foi formada em 1834, por missões da Igreja Presbiteriana Unida da América do Norte. Em 1993 se uniu à Igreja Presbiteriana Unida do Paquistão (1855-1993) para formar a atual Igreja Presbiteriana do Paquistão.

## História
A Igreja Presbiteriana Unida da América do Norte começou o trabalho missionário no Paquistão em 1834 na região de Ludhina. Um ano depois de JC Lowrie, o primeiro missionário presbiteriano no país, ter se mudado de Ludhiana para Lahore. Em 1849 John Newton e Charles Forman foram para a mesma região trabalhar como missionários. Logo eles estenderam seu trabalho para Rawalpindi. Seus esforços resultaram na fundação do Conselho de Igrejas de Lahore.
Em 1904, muito antes de outras comunidades presbiterianas, o Conselho de Igrejas de Lahore, anteriormente parte da Igreja Presbiteriana Unida do Paquistão (1855-1993), foi absorvido pela Igreja Unida do Norte da Índia.
Em 18 de novembro de 1993, a Igreja Presbiteriana Unida do Paquistão (1855-1993) e o Conselho de Igrejas de Lahore (que à época era vinculado à Igreja do Paquistão) se uniram novamente e formaram a atual Igreja Presbiteriana do Paquistão (IPP).